# تربیت بد (فیلم)
تربیت بد (اسپانیایی: La mala educación‎) فیلمی در ژانر نئو نوآر جنایی رازآلود به کارگردانی پدرو آلمودوار است که در سال ۲۰۰۴ منتشر شد.

## داستان فیلم
این فیلم در مورد پسر کودکی است به نام ایگناسیو که دوجنسه است و برای تربیت به کلیسا سپرده شده است. او که صدا و چهره زیبایی دارد مورد توجه پدر مانوئلو قرار میگیرد. روزی ایگناسیو و دوستش انریکه برای دیدن فیلم برخلاف قوانین کلیسا به سینما میروند و شب بخاطر احساس گناه دیدن فیلم به خواب نمیروند و به دستشویی میروند که با هم صحبت کنند در حالی که هیچ ارتباط جنسی با هم ندارند مورد تهمت پدر مانوئلو قرار میگرند و ایگناسیو  قبول میکند اگر پدر، انریکه را از کلیسا اخراج نکند با او رابطه جنسی برقرار کند. ولی پدر مانوئلو که دیگر به آرزوی خود رسیده است، سر قولش نمی ایستد و انریکه را از کلیسا اخراج میکند. زمان میگذرد و انریکه کارگردان سینما میشود. او به دنبال فیلنمامه برای کار جدیدش است که روزی برادر ایگناسیو، خوان با نام هنری آنخل به دیدار او میرود و خود را به دروغ ایگناسیو معرفی میکند و فیلنمامه ملاقات را، با شرط اینکه خودش در فیلم بازی کند به انریکه میدهد که در حقیقت داستان زندگی ایگناسیو است. آنخل به انریکه نزدیک میشود و با او رابطه جنسی برقرار میکند و بالاخره انریکه را راضی میکند که در فیلم بازی کند. فیلمبرداری شروع میشود، ولی انریکه با تحقیقی که میکند، میفهمد که او ایگناسیو نیست و میفهمد که ایگناسیو کشته شده است. اما در حقیقت داستان فیلمنامه این است که ایگناسیو که معتاد شده است، داستانش را پیش پدر مانوئلو که دیگر در کلیسا کار نمیکند و یک ناشر ثروتمند است، میبرد و به او میگوید یا یک میلیون پزو به او باج میدهد و یا اینکه او داستانش را منتشر کرده و آبروی پدر را میبرد. پدر همزمان که با ایگناسیو رابطه دارد و به او کم کم پول میدهد تا خرج اعتیادش کند و داستان منتشر نشود با نزدیکی عاطفی و جنسی با خوان نقشه قتل ایگناسیو را میکشند و این چیزی است که بالاخره انریکه که  فیلم را کامل کرده و میسازد، میفهمد و رابطه خود را با خوان پایان میدهد.

## بازیگران
- گائل گارسیا برنال
- فله مارتینس
- لوئیس امار
- خاویر کامارا
- لئونور واتلینگ
- دانیل خیمنس کاچو
- خوان فرناندس
- سارا مونتیل